# NGC 6650
NGC 6650 (другие обозначения — ZWG 322.43, 7ZW 794, NPM1G +67.0164, PGC 61857) — галактика в созвездии Дракон.
Этот объект входит в число перечисленных в оригинальной редакции «Нового общего каталога».